# Gillian Carleton
Gillian Carleton (Scarborough, 3 de diciembre de 1989) es una deportista canadiense que compitió en ciclismo en la modalidad de pista, especialista en la prueba de persecución por equipos.
Participó en los Juegos Olímpicos de Londres 2012, obteniendo una medalla de bronce en la prueba de persecución por equipos (junto con Tara Whitten y Jasmin Glaesser).
Ganó dos medallas de bronce en el Campeonato Mundial de Ciclismo en Pista, en los años 2012 y 2013.

## Medallero internacional
| Juegos Olímpicos   | Juegos Olímpicos      | Juegos Olímpicos  | Juegos Olímpicos        |
| Año                | Lugar                 | Medalla           | Competición             |
| ------------------ | --------------------- | ----------------- | ----------------------- |
| 2012               | Londres (Reino Unido) | Medalla de bronce | Persecución por equipos |
| Campeonato Mundial |                       |                   |                         |
| Año                | Lugar                 | Medalla           | Competición             |
| 2012               | Melbourne (Australia) | Medalla de bronce | Persecución por equipos |
| 2013               | Minsk (Bielorrusia)   | Medalla de bronce | Persecución por equipos |